# 黄亲国
黄亲国（1962年11月—），江西靖安人，中华人民共和国学者、外交官，曾任江西省科学院院长和中华人民共和国驻巴哈马国特命全权大使。

## 生平
1984年7月毕业于浙江大学材料科学与工程系。曾为江西手扶拖拉机厂技术员。1986年至1989年就读于哈尔滨工业大学金属材料及热处理专业，获硕士学位。
1989年至2009年，在南昌航空工业学院（后更名为南昌航空大学）工作，曾任校党委副书记。其间曾任江西省信丰县委副书记（1999年5月-2001年5月）。2006年6月毕业于厦门大学教育研究院，获博士学位。2009年至2011年任江西省科学院院长。
2011年至2016年历任中华人民共和国驻巴西大使馆公使、中华人民共和国驻珀斯总领事。
2016年至2020年，任中华人民共和国驻巴哈马国特命全权大使。